# مغالطه تکرار
مغالطه تکرار یا (به انگلیسی: argument from repetition) یا (به لاتین: argumentum ad nauseam) به معنای به‌کارگیری پرشمار یک عبارت یا عبارات با معنای مشابه به جای دلیل‌آوری یا استدلال برای اثبات مدّعا است.
این مغالطه می‌تواند شخص شنونده را خسته کند و تأثیرگذاری بیشتری داشته باشد. از این مغلطه در رسانه‌ها و تبلیغات بسیار استفاده می‌شود.
البتّه باید دقّت کرد که تکرار به‌خودی‌خود، مغالطه نیست. مغالطه زمانی اتّفاق می‌افتد که تکرار یک مدّعا، جای اثبات آن را بگیرد.

## الگوی منطقی
Y درست است.Y درست است.Y درست است.Y درست است.Y درست است. و... (هیچ استدلالی برای اثبات مدّعا ارائه نمی‌شود.)

## مثال‌ها
- این بازیکن فوتبال خیلی عالی‌ست! بازیکن‌های دیگری هم هستند؛ امّا به این خوبی نیستند... شاید باید بگویم که خیلی بازی‌اش خوب است و...

- تو خیلی بد هستی، خیلی زشت هستی، خیلی از تو بدم می‌آید و...

- تو خیلی زیبا هستی، خیلی خوشگل هستی، خیلی خوش‌منظر هستی، خیلی خوش‌اندام هستی و...[۳][۴]

- صد بار گفتم این کارها برای شرکت ضرر و زیان دارد؛ امّا گوش نکردید.

- پودر لباسشویی «برفک» لباس‌های شما را مثل برف سفید می‌کند، سفید دقیقاً مثل برف، آری مثل برف.

- تو بودی سنگ انداختی، سنگ از طرف تو بود، همه دیدند که تو سنگ پرتاب کردی، انداختن سنگ کار تو بود، تو بودی، آری تو بودی، سنگ انداختن کار خودت بود، تو سنگ زدی، تو بودی و...

- شما مفسد اقتصادی هستید، فساد اقتصادی داشته‌اید، فساد اقتصادی شما مشهود است، همه فساد اقتصادی شما را دیده‌اند، هر کسی فساد اقتصادی داشته باشد، مفسد اقتصادی است، شما باید به جرم فساد اقتصادی محاکمه شوید، دادگاه جای افراد مفسدی مثل شماست که مرتکب فساد اقتصادی شده‌اند و...

- حزب سیاسی ما خوب است، عالی است، یک حزب فوق‌العاده برجسته است، وقتی این‌گونه فوق‌العاده هستیم، مشخّص است که حزب ما خوب و عالی است، یک حزب قدرتمند و متین و فوق‌العاده، آن‌قدر خوب و عالی که بالاترین میزان رأی در انتخابات آینده از آن ماست، حزب ما خوب کار می‌کند و یک حزب برجسته و ممتاز است و.‌‌..

- کیفیت این محصول بسیار بالاست، درجهٔ کیفی مناسبی دارد، کیفیتش خوب است و محصولی در تراز کیفی عالی و درجه یک است، الگوهای کیفی این محصول بی‌نظیر است، بهترین کیفیت متعلّق به همین محصول است، کیفیت آن مورد وثوق و فوق‌العاده است و.‌..